# Шауман, Эйген
Эйген Вальдемар (Евгений Владимирович) Шауман (швед. Eugen Valdemar Schauman; 10 мая 1875, Харьков — 16 июня 1904, Гельсингфорс) — финский чиновник. Известен тем, что смертельно ранил генерал-адъютанта Николая Ивановича Бобрикова, генерал-губернатора Финляндии и командующего войсками Финляндского военного округа в 1898—1904 годах.

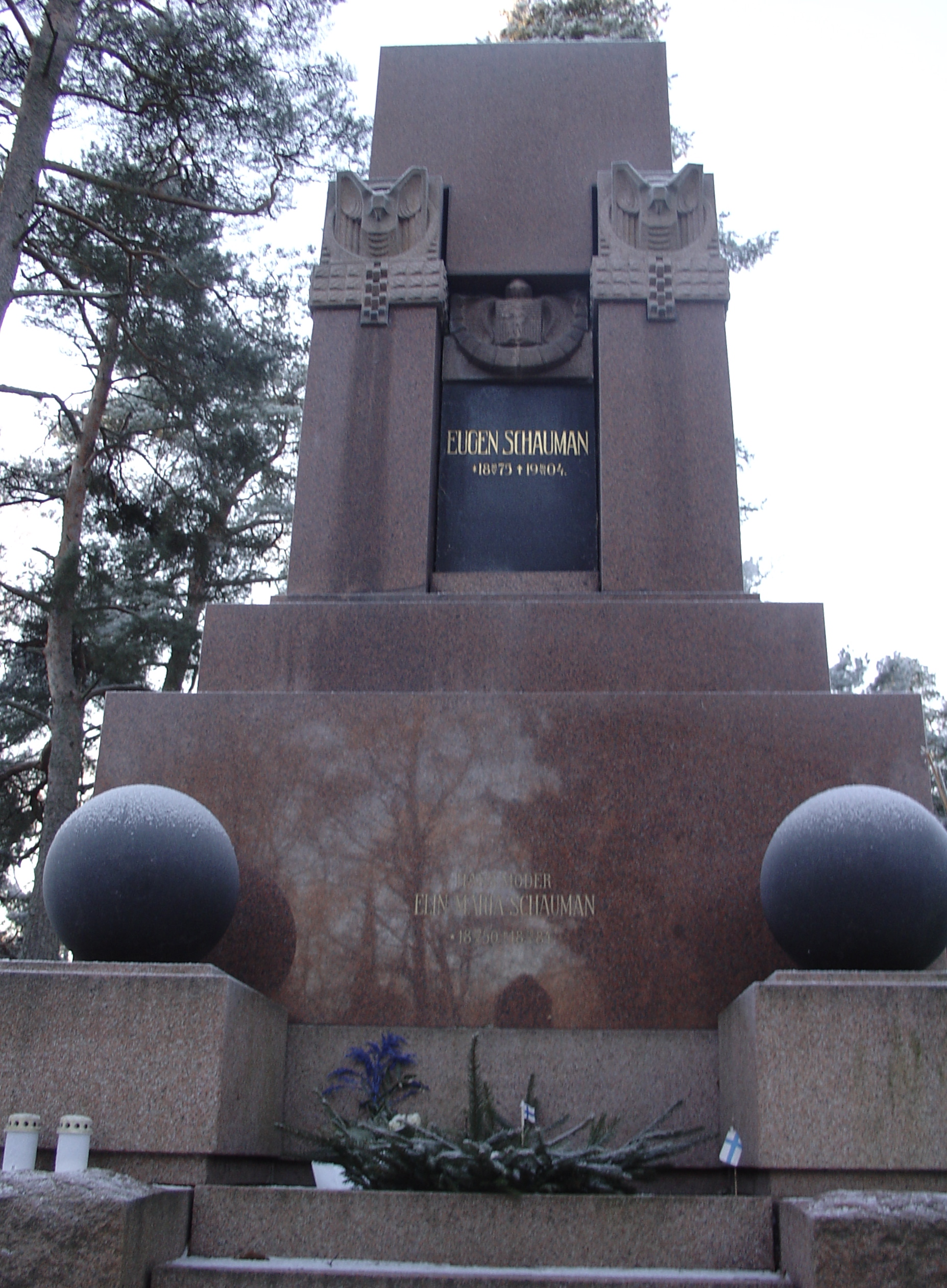
Могила Шаумана в Порвоо

После своего поступка Шауман стал национальным героем Финляндии, на месте покушения в коридоре Сената Финляндии появилась мемориальная доска, гласящая, что он «отдал жизнь за свою страну», а могила Шаумана в Порвоо стала святым местом для многих финнов.
Тем не менее, официально национальным героем он так и не стал, а в 2004 году премьер-министр Финляндии Матти Ванханен осудил его поступок и назвал Шаумана террористом.

## Биография
Происходил из семьи финских шведов. Сын начальника Вазасской губернии, затем сенатора Финляндского сената, генерал-лейтенанта, переименованного в 1899 году в тайные советники, Фёдора Оскаровича (Фредрика Вальдемара) Шаумана, вышедшего в отставку в 1900 году.
Шауман, бывший служащий в финском Сенате, а позже чиновник главного управления учебных заведений в Финляндии, принял решение убить генерал-губернатора, вызывавшего ненависть финской общественности своей русификаторской политикой. 16 июня 1904 года он подкараулил в здании Сената Бобрикова, направлявшегося на заседание, и трижды выстрелил в него из браунинга, смертельно ранив («одна пуля попала в шею неопасно, другая контузила, попав в орден, третья — в живот»). Сам Шауман застрелился сразу же после покушения.

## Киновоплощение
- 1975 — «Доверие». В роли Эйгена Шаумана — Йёран Шауман (дальний родственник Эйгена)